# Fay Honey Knopp
Fay Honey Knopp (* 15. August 1918 in Bridgeport, Connecticut; † 10. August 1995 in Shoreham, Vermont) war eine US-amerikanische Bürgerrechts- und Friedensaktivistin, Feministin sowie Gefängnis-Abolitionistin.

## Leben
Fay Birdie Irving wurde als Tochter eines russisch-jüdischen Immigranten, Alexander Ajolo Irving, und seiner Frau Molly Feldman geboren. Sie beendete ihre Ausbildung an der Warren G.Harding High School in Bridgeport als Klassenbeste. Wegen der finanziellen Schwierigkeiten ihrer Familie konnte sie jedoch nicht studieren. Sie wurde stattdessen Einkäuferin für eine Kette von Damenbekleidungsgeschäften, eine Arbeit, welche sie mit ihrem späteren Ehemann (1941), Burton Knopp, verband. Das Ehepaar hatte zwei Kinder, Sari Knopp-Biklen und Alex Knopp. Die Familie übersiedelte Mitte der 50er-Jahre nach Kalifornien und Fay nahm an einem Kurs für kreatives Schreiben der UCLA teil. Erst 1964 konnte sie ihren Brotberuf aufgeben und sich vollberuflich ihrer Arbeit in der Friedensbewegung und der Bewegung für Soziale Gerechtigkeit widmen.

## Soziales Engagement
1940 besuchte Iring Kuba, wo sie mit Armut, Leiden und Ungerechtigkeit konfrontiert wurde. Schon frühzeitig verstand sich Knopp als Pazifistin in der Tradition von Gandhi und nahm Kontakt zum American Friends Service Committee auf. Seit 1955 begann sie inhaftierte Kriegsdienstverweigerer des Vietnam Krieges im Gefängnis zu besuchen, etwas später protestierte sie gegen die Atomtests. Seit 1962 besuchte sie die Wilton Quaker Meetings, 1964 wurde sie formell Mitglied der Quäker und arbeitete für diese als englisch prison visitor (deutsch: Anstaltsbeirätin).
1968 gründete sie mit Bob Horton Prison Visitation and Support, eine Organisation der Straffälligenhilfe. Im Jahre 1974 gründete sie das Safer Society Program (heute: Safer Society Foundation), dessen Leiterin sie bis 1993 war. Ziel der Organisation war es, Sexualdelinquenten durch Behandlung eine Alternative zur Bestrafung anzubieten. Safer Society Press publizierte unter ihrer Leitung mehr als 200 Bücher, Studien, Anleitungen und Trainingsvideos zur Vorbeugung und Behandlung sexuell übergriffiger Personen.
1976 gründete sie das Prison Research Education Action Program und publizierte das weltweit erste Handbuch für Gefängnisabolitionisten. Das Buch proklamiert drei Ziele für Abolitionisten: ein Verbot des Baues neuer Gefängnisse, eine Reduktion der Gefängnispopulation und die Abkehr von der Einsperrung als Lösung von Problemen. Bis zu ihrem Tod beschäftigte sie sich in Forschung, Praxis und Rechtspolitik mit Alternativen zum Strafvollzug.
Sie war zuletzt auch Direktorin des American Friends Field Service Committee in New York und Projektdirektorin des nationalen Friedenserziehungsprojekts der Quäker.

## Rezeption
Der US-Kriminologe Harold E. Pepinsky würdigte sie und bezeichnete sie als eine der Größten (one of the giants) der US-Kriminologie. Herman Bianchi, der sie persönlich kannte, bezeichnete sie als „Mutter Theresa der Abolitionist*innen“. Zu ihren Ehren wird The Fay Honey Knopp Award vergeben, dahingehend wurde nach ihrem Tod 1995 der seit 1987 bestehende Vista Award umbenannt.

## Publikationen (Auswahl)
- Instead of Prisons: A Handbook for Abolitionists, Syracuse 1976 (online).
- Retraining Adult Sex Offenders: Methods & Models, Orwell, Vt., 1984.
- Community solutions to sexual violence. Feminist/Abolitionist Perspectives, in: Harold E.Pepinsky/Richard Quinney, Hrsg.: Criminology as Peacemaking, Bloomington 1991, S. 181–193.
- When Your Wife Says No: Forced Sex in Marriage, Orwell, Vt., 1994.
- A primer on the Complexities of Traumatic Memory of Childhood SexualAabuse: a Psychobiological Approach, Orwell, Vt., 1996.